# دون ديلارد
دون ديلارد (بالإنجليزية: Don Dillard)‏ هو لاعب كرة قاعدة أمريكي، ولد في 8 يناير 1937 في غرينفيل في الولايات المتحدة.

## وصلات خارجية
- دون ديلارد على موقع دوري كرة القاعدة الرئيسي (الإنجليزية)
- دون ديلارد على موقعبيزبول رفرنس.كوم (الدوري الرئيسي) (الإنجليزية)
- دون ديلارد على موقعبيزبول رفرنس.كوم (الدوري الثانوي) (الإنجليزية)
- دون ديلارد على موقع إي إس بي إن.كوم (أم.أل.بي) (الإنجليزية)
- دون ديلارد على موقع مشجعي الرسوم البيانية (الإنجليزية)